# Серавале ди Киенти
Серава̀ле ди Киѐнти (на италиански: Serravalle di Chienti) е село и община в Централна Италия, провинция Мачерата, регион Марке. Разположено е на 667 m надморска височина. Населението на общината е 1115 души (към 2010 г.).